# Finland op het Eurovisiesongfestival 2009
Finland nam in 2009 deel aan het Eurovisiesongfestival in Rusland. Het was de drieënveertigste deelname van het land op het festival. Het land werd vertegenwoordigd door Waldo's people met het lied "Lose control"".

## Selectieprocedure
Er waren eerst 3 halve finales die bepaalden wie naar de finale mocht gaan.
In elke halve finale namen 4 artiesten deel. De top 2 van elke halve finale mocht naar de finale. De andere 2 gingen nog door naar de "Second Chance".
In de Second Chance namen 6 artiesten deel, waarvan er nog 2 extra doorgingen naar de finale.
In de finale namen uiteindelijk 8 artiesten deel en na een eerste televoting-ronde bleven nog 3 artiesten over.
In een superfinale besliste uiteindelijk ook weer het publiek thuis wie de winnaar werd.

### Halve finales

#### Halve finale 1
| Volgorde | Artiest      | Lied                      | %     | Plaats |
| -------- | ------------ | ------------------------- | ----- | ------ |
| 1        | Kwan         | "10,000 Light Years"      | 31.9% | 2      |
| 2        | Riikka       | "Meren"                   | -     | 3      |
| 3        | Tapani Kansa | "Rakkautta on, rauhaa ei" | 37.4% | 1      |
| 4        | Tiara        | "Manala"                  | -     | 3      |

#### Halve finale 2
| Volgorde | Artiest                         | Lied             | %     | Plaats |
| -------- | ------------------------------- | ---------------- | ----- | ------ |
| 1        | Sani                            | "Doctor, Doctor" | -     | 3      |
| 2        | Passionworks feat. Tony Turunen | "Surrender"      | -     | 3      |
| 3        | Remu Aaltonen                   | "Planeetta"      | 28.6% | 2      |
| 4        | Waldo's People                  | "Lose Control"   | 44.3% | 1      |

#### Halve finale 3
| Volgorde | Artiest                    | Lied                | %     | Plaats |
| -------- | -------------------------- | ------------------- | ----- | ------ |
| 1        | Signmark feat. Osmo Ikonen | "Speakerbox"        | 46.5% | 1      |
| 2        | Janita                     | "Martian"           | -     | 3      |
| 3        | Vink                       | "The Greatest Plan" | -     | 3      |
| 4        | Jari Sillanpää             | "Kirkas kipinä"     | 34.0% | 2      |

#### Second Chance
| Volgorde | Artiest                         | Lied                |
| -------- | ------------------------------- | ------------------- |
| 1        | Passionworks feat. Tony Turunen | "Surrender"         |
| 2        | Tiara                           | "Manala"            |
| 3        | Riikka                          | "Meren"             |
| 4        | Vink                            | "The Greatest Plan" |
| 5        | Janita                          | "Martian"           |
| 6        | Sani                            | "Doctor, Doctor"    |

### Finale
| Volgorde | Artiest                         | Lied                      |
| -------- | ------------------------------- | ------------------------- |
| 1        | Kwan                            | "10,000 Light Years"      |
| 2        | Jari Sillanpää                  | "Kirkas kipinä"           |
| 3        | Signmark feat. Osmo Ikonen      | "Speakerbox"              |
| 4        | Tapani Kansa                    | "Rakkautta on, rauhaa ei" |
| 5        | Waldo's People                  | "Lose Control"            |
| 6        | Remu Aaltonen                   | "Planeetta"               |
| 7        | Passionworks feat. Tony Turunen | "Surrender"               |
| 8        | Vink                            | Vink (m & l)              |

#### Super Final
| Volgorde | Artiest                         | Lied           | %     | Plaats |
| -------- | ------------------------------- | -------------- | ----- | ------ |
| 1        | Signmark feat. Osmo Ikonen      | "Speakerbox"   | 42.2% | 2      |
| 2        | Waldo's People                  | "Lose Control" | 45.1% | 1      |
| 3        | Passionworks feat. Tony Turunen | "Surrender"    | 13.7% | 3      |

## In Moskou
In de eerste halve finale trad Finland op als 15de, na Roemenië en voor Portugal. Aan het einde van de puntentelling bleek dat het land op een 12de plaats was geëindigd met 42 punten. Normaal was dit niet genoeg om de finale te halen, echter koos de jury hen als 10de finalist.
Men ontving 1 keer het maximum van de punten.
België had 1 punt over voor deze inzending en Nederland zat in de andere halve finale.
In de finale moest men aantreden als 24ste, na het Verenigd Koninkrijk en voor Spanje. Aan het einde van de puntentelling bleek dat het land op een 25ste en laatste plaats was geëindigd met 22 punten.
België en Nederland hadden geen punten over voor deze inzending.

### Gekregen punten

#### Halve Finale 1
| 12 punten | 10 punten             | 8 punten                          | 7 punten | 6 punten            |
| --------- | --------------------- | --------------------------------- | -------- | ------------------- |
| - IJsland | - Zweden              |                                   |          |                     |
| 5 punten  | 4 punten              | 3 punten                          | 2 punten | 1 punt              |
| - Malta   | - Verenigd Koninkrijk | - Andorra - Montenegro - Portugal |          | - België - Roemenië |

#### Finale
| 12 punten | 10 punten          | 8 punten            | 7 punten | 6 punten |
| --------- | ------------------ | ------------------- | -------- | -------- |
|           |                    | - IJsland           |          |          |
| 5 punten  | 4 punten           | 3 punten            | 2 punten | 1 punt   |
|           | - Estland - Zweden | - Bulgarije - Malta |          |          |

| Jury punten finale | Jury punten finale | Jury punten finale | Jury punten finale | Jury punten finale |
| 12 punten          | 10 punten          | 8 punten           | 7 punten           | 6 punten           |
| ------------------ | ------------------ | ------------------ | ------------------ | ------------------ |
|                    |                    |                    | - Bulgarije        |                    |
| 5 punten           | 4 punten           | 3 punten           | 2 punten           | 1 punt             |
|                    | - Malta            |                    |                    | - Andorra          |

| Televoting punten finale | Televoting punten finale | Televoting punten finale | Televoting punten finale | Televoting punten finale |
| 12 punten                | 10 punten                | 8 punten                 | 7 punten                 | 6 punten                 |
| ------------------------ | ------------------------ | ------------------------ | ------------------------ | ------------------------ |
|                          | - IJsland                |                          | - Zweden                 | - Estland                |
| 5 punten                 | 4 punten                 | 3 punten                 | 2 punten                 | 1 punt                   |
|                          | - Denemarken             |                          | - Andorra                | - Malta                  |

### Punten gegeven door Finland

#### Halve Finale 1
Punten gegeven in de halve finale:
| 12 punten | IJsland               |
| 10 punten | Zweden                |
| 8 punten  | Bosnië en Herzegovina |
| 7 punten  | Turkije               |
| 6 punten  | Israël                |
| 5 punten  | Zwitserland           |
| 4 punten  | Wit-Rusland           |
| 3 punten  | Malta                 |
| 2 punten  | Portugal              |
| 1 punt    | Armenië               |

#### Finale
Punten gegeven in de finale:
| 12 punten | Estland               |
| 10 punten | IJsland               |
| 8 punten  | Noorwegen             |
| 7 punten  | Zweden                |
| 6 punten  | Bosnië en Herzegovina |
| 5 punten  | Turkije               |
| 4 punten  | Frankrijk             |
| 3 punten  | Malta                 |
| 2 punten  | Azerbeidzjan          |
| 1 punt    | Armenië               |

| 12 punten | IJsland               |
| 10 punten | Estland               |
| 8 punten  | Noorwegen             |
| 7 punten  | Malta                 |
| 6 punten  | Frankrijk             |
| 5 punten  | Turkije               |
| 4 punten  | Armenië               |
| 3 punten  | Bosnië en Herzegovina |
| 2 punten  | Zweden                |
| 1 punt    | Israël                |

| 12 punten | Estland               |
| 10 punten | Noorwegen             |
| 8 punten  | IJsland               |
| 7 punten  | Zweden                |
| 6 punten  | Bosnië en Herzegovina |
| 5 punten  | Azerbeidzjan          |
| 4 punten  | Turkije               |
| 3 punten  | Frankrijk             |
| 2 punten  | Rusland               |
| 1 punt    | Griekenland           |

1961 · 1962 · 1963 · 1964 · 1965 · 1966 · 1967 · 1968 · 1969 · 1970 · 1971 · 1972 · 1973 · 1974 · 1975 · 1976 · 1977 · 1978 · 1979 · 1980 · 1981 · 1982 · 1983 · 1984 · 1985 · 1986 · 1987 · 1988 · 1989 · 1990 · 1991 · 1992 · 1993 · 1994 · 1995 · 1996 · 1997 · 1998 · 1999 · 2000 · 2001 · 2002 · 2003 · 2004 · 2005 · 2006 · 2007 · 2008 · 2009 · 2010 · 2011 · 2012 · 2013 · 2014 · 2015 · 2016 · 2017 · 2018 · 2019 · 2020 · 2021 · 2022 · 2023 · 2024 · 2025